# Harley-Davidson Flathead
Il Flathead era un motore prodotto dalla Harley-Davidson.

## Storia
La Harley Davidson produsse il primo motore a valvole laterali, conosciuto anche come Flathead, nel 1919. Rimasto in produzione fino al 1923 venne montato sui modelli sportivi della Casa di questo periodo. Dal 1924 venne montato un motore monocilindrico a testa piatta sui modelli destinati all'esportazione. Veniva prodotto nelle cilindrate di 350 e 500 cc. Per il mercato statunitense il modello DL fu il primo motore bicilindrico a V da 737 cm³ (45 ci) ad essere dotato di valvole laterali. Questo motore restò in produzione dal 1929 al 1936 ed era caratterizzato da un sistema di lubrificazione a perdita.

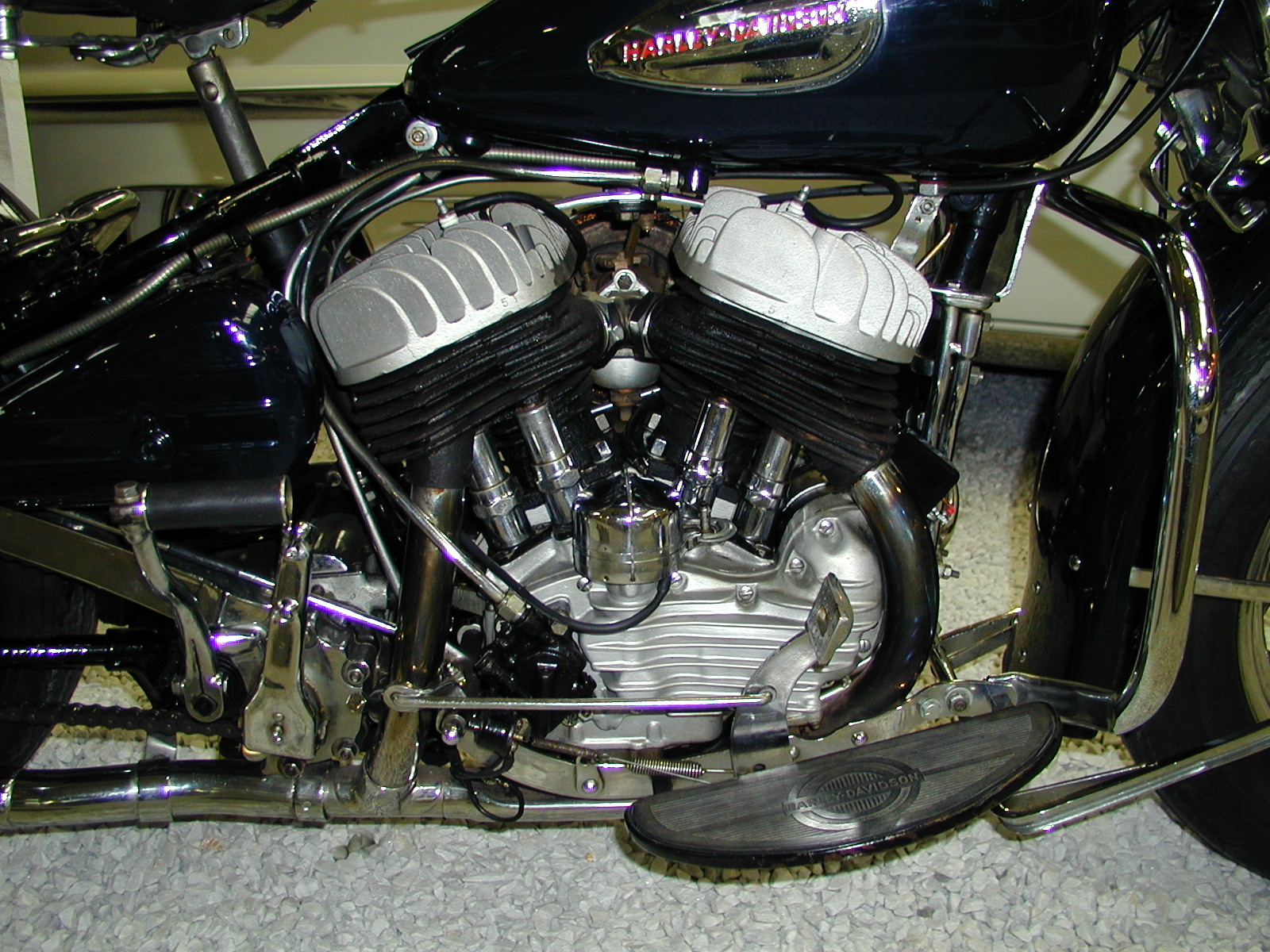
Un motore Flathead Harley-Davidson.

Il WL (1937) fu il modello successivo di motore Flathead ad essere introdotto ma in questo caso il propulsore aveva un circuito di lubrificazione. Il modello WL fu impiegato anche durante la seconda guerra mondiale sia dall'U.S. Army (modello WLA) che dalle Forze Armate canadesi (WLC). Dopo la fine del conflitto rimase in produzione fino al 1952. Questo motore, designato GA, continuò ad essere utilizzato con poche modifiche sui tre ruote, Servicar, che rimasero in produzione fino al 1976, anno nel quale la produzione cessò definitivamente.
Nel mercato civile invece il modello W fu sostituito nel 1952 dal modello K. Anche questo nuovo motore adottava le valvole laterali ed era realizzato per competere nelle gare contro i monocilindrici britannici da 500 cc dotati invece di sistema di distribuzione con valvole in testa. La cilindrata era di 750 cc in quanto il regolamento dell'AMA permetteva questa differenza di cilindrata a favore dei motori con valvole laterali. Il K aveva il cambio unito al motore, configurazione detta appunto unit, con leva delle marce a destra e freno a sinistra. Venne realizzato nelle cilindrate di 737 e 900 cm³ (45 fino a 55 ci). Dal 1957 alla serie K seguirono i motori Sportster dotati di sistema di distribuzione con valvole in testa. Nelle competizioni il K continuò a venire utilizzato sia nelle gare su pista che nelle gare di Dirt-Track fino al 1969 quando una modifica regolamentare lo fece scomparire in quanto non più competitivo. A sostituirlo fu la serie XR da 750 cc. Inizialmente nella versione in acciaio e due anni dopo dal modello realizzato in lega leggera.
Nelle grandi cilindrate il motore a valvole laterali comparve per la prima volta nel 1930 quando il modello VL da 1.212 cm³ (74 ci) sostituì il modello JD con valvole IOE (aspirazione sopra lo scarico). Il VL era dotato di un solo collettore di aspirazione e di circuito di lubrificazione a perdita. Nel 1936 la cilindrata fu portata a 1.311 cm³ (80 ci). Nel 1937 il motore venne ridesignato U e poteva venire montato nello stesso telaio dei modelli dotati di motori Knucklehead con valvole in testa. La sua produzione continuò fino al 1948 nelle cilindrate di 1.212 cm³ e 1.311 cm³ (74 e 80 ci). Con la presentazione del Panhead il modello U uscì definitivamente di produzione.